# العلاقات الجيبوتية الفرنسية
العلاقات الجيبوتية الفرنسية هي العلاقات الثنائية التي تجمع بين جيبوتي وفرنسا.

## مقارنة بين البلدين
هذه مقارنة عامة ومرجعية للدولتين:
| وجه المقارنة                                              | جيبوتي                    | فرنسا                                                    |
| --------------------------------------------------------- | ------------------------- | -------------------------------------------------------- |
| المساحة (كم2)                                             | 23.20 ألف                 | 643.80 ألف                                               |
| عدد السكان (نسمة)                                         | 956.99 ألف                | 67.12 مليون                                              |
| الكثافة السكانية (ن./كم²)                                 | 41.25                     | 104.26                                                   |
| العاصمة                                                   | جيبوتي                    | باريس                                                    |
| اللغة الرسمية                                             | لغة فرنسية، اللغة العربية | لغة فرنسية                                               |
| العملة                                                    | فرنك جيبوتي               | يورو، فرنك س ف ب، فرنك فرنسي، Livre tournois ‏            |
| الناتج المحلي الإجمالي (بليون دولار)                      | 1.84 مليار                | 2.58 تريليون                                             |
| الناتج المحلي الإجمالي (تعادل القوة الشرائية) بليون دولار | 3.10 مليار                | 2.87 تريليون                                             |
| الناتج المحلي الإجمالي الاسمي للفرد دولار أمريكي          | 1.95 ألف                  | 36.20 ألف                                                |
| الناتج المحلي الإجمالي للفرد دولار أمريكي                 | 3.27 ألف                  | 39.33 ألف                                                |
| مؤشر التنمية البشرية                                      | 0.470                     | 0.888                                                    |
| رمز المكالمات الدولي                                      | +253                      | +33                                                      |
| رمز الإنترنت                                              | .dj                       | .fr، .bzh ‏، .tf، .re، .wf، .yt، .pm، .paris              |
| المنطقة الزمنية                                           | ت ع م+03:00               | أوروبا/باريس ‏، توقيت وسط أوروبا، توقيت وسط أوروبا الصيفي |

## منظمات دولية مشتركة
يشترك البلدان في عضوية مجموعة من المنظمات الدولية، منها:
| علم المنظمة | اسم المنظمة                        | تاريخ انضمام جيبوتي | تاريخ انضمام فرنسا |
| ----------- | ---------------------------------- | ------------------- | ------------------ |
|             | مؤسسة التنمية الدولية              | 1 أكتوبر 1980       | 30 ديسمبر 1960     |
|             | يونسكو                             | 31 أغسطس 1989       | 4 نوفمبر 1946      |
|             | وكالة ضمان الاستثمار متعدد الأطراف | 12 يناير 2007       | 28 ديسمبر 1989     |
|             | الأمم المتحدة                      | 20 سبتمبر 1977      | 24 أكتوبر 1945     |
|             | الاتحاد البريدي العالمي            | ?                   | ?                  |
|             | البنك الدولي للإنشاء والتعمير      | 1 أكتوبر 1980       | 27 ديسمبر 1945     |
|             | الاتحاد الدولي للاتصالات           | 22 نوفمبر 1977      | 1866               |
|             | منظمة حظر الأسلحة الكيميائية       | ?                   | ?                  |
|             | مؤسسة التمويل الدولية              | 1 أكتوبر 1980       | 20 يوليو 1956      |
|             | منظمة التجارة العالمية             | ?                   | 1995               |
|             | منظمة الشرطة الجنائية الدولية      | ?                   | ?                  |
|             | البنك الإفريقي للتنمية             | ?                   | ?                  |

## وصلات خارجية
- موقع وزارة الخارجية الفرنسية